# Kostelec (okres Jihlava)
Obec Kostelec (německy Wolframs) se nachází v okrese Jihlava v kraji Vysočina. Žije zde 911 obyvatel.
Obec se rozkládá po obou stranách historické česko-moravské zemské hranice, kterou zde tvořil původní nezregulovaný tok řeky Jihlavy, jenž se od stávajícího zregulovaného toku výrazně liší. Menší část katastru obce, jež se nacházela na levém břehu již zasypaného výrazného meandru řeky Jihlavy (půda přiléhající k zástavbě sousedního Kosteleckého Dvora, který patří k obci Cejle), tak již leží v Čechách.

## Název
Název se vyvíjel od varianty Wolfram (1288), Kostelecz (1371), Wolframs (1408, 1427), Costelecz (1447), Kostelecz (1447, 1464), Costeleczy (1481) Kostelcze (1496), v Kostelczy (1509), Wolfferambs (1678), Wolframs (1718), Wolframz (1720), Wolframc (1751) až k podobám Wolframs a Kostelec v letech 1846 a 1872. Německý název Wolframs byl vytvořen genitivní příponou -s k osobnímu jméno Wolfram (Olbram) a znamenal Wolframův majetek. Český název Kostelec byl odvozen podle kostelíka, který zde stál před kolonizací vsi.

## Historie
První písemná zmínka o obci pochází z roku 1288. Počátkem 13. století procházela místy současné obce humpolecká stezka, která vedla od Humpolce přes Kostelec do Třeště a dále na jih. V Kostelci se pravděpodobně nalézal říční brod, kde tato stezka překračovala řeku Jihlavu. V jejím hraničním hvozdu se utvářelo malé strážné sídlo v podobě dvorce či statku s určitými privilegii, jež mělo udržovat průchod a zabezpečit ochranu cesty. Později se tento malý sídelní útvar rozšířil a utvořila se vesnice. O důležitosti tohoto místa nasvědčují i fortifikační znaky kostela sv. Kunhuty, jenž je umístěn na návrší nad řekou s okrouhlým valem po obvodu současné hřbitovní zdi. Tato výrazná stavba dala vesnici jméno. Obec původně nesla i název Wolframs po údajném prvním německém kolonizátoru Wolframu Schenkovi ze Schenkenberku. V roce 1513 vesnici koupilo město Jihlava. Do roku 1945 byl Kostelec součástí tzv. Jihlavského jazykového ostrova s převažujícím německým obyvatelstvem. V současnosti je jedním z 24 Kostelců na území ČR.

## Přírodní poměry
Kostelec leží v okrese Jihlava v Kraji Vysočina. Nachází se 8,5 km jihozápadně od Jihlavy, 8 km severně od Třeště, 4 km severovýchodně od Dolní Cerekve a 3 km východně od Cejle. Geomorfologicky je oblast součástí Česko-moravské subprovincie, konkrétně Křižanovské vrchoviny a jejího podcelku Brtnická vrchovina, v jejíž rámci spadá pod geomorfologický okrsek Kosovská pahorkatina. Průměrná nadmořská výška činí 519 metrů. Nejvyšší bod, Kostelecký vrch (657 m n. m.), leží východně od obce. Jižně od obce stojí U břízy (582 m n. m.) a Bažantice (564 m n. m.) a severně od Kostelce se nachází Na šibenici (576 m n. m.). Obcí protéká Třešťský potok, na němž jižně od obce leží Luční rybník (do něhož se z východu vlévá Korunní potok) a Silniční rybník. Třešťský potok se v Kostelci vlévá do řeky Jihlavy, která tvoří západní hranici katastru. Severně od obce do se Jihlavy vlévají dva potoky. Vpravo u silnice Jihlava-Kostelec kolem křížku z roku 1833 rostou dvě památné lípy (1 velkolistá a 1 malolistá).

## Obyvatelstvo
Podle sčítání 1930 zde žilo v 70 domech 502 obyvatel. 186 obyvatel se hlásilo k československé národnosti a 308 k německé. Žilo zde 465 římských katolíků, 11 evangelíků, 19 příslušníků Církve československé husitské a 6 židů.
| Rok            | 1869 | 1880 | 1890 | 1900 | 1910 | 1921 | 1930 | 1950 | 1961 | 1970 | 1980 | 1991 | 2001 | 2011 |
| Počet obyvatel | 380  | 411  | 413  | 412  | 470  | 470  | 502  | 545  | 481  | 432  | 480  | 693  | 826  | 891  |

## Obecní správa a politika

### Členění obce, členství ve sdruženích
Obec leží na katastrálním území Kostelec u Jihlavy. Většina obce leží na Moravě; v Čechách pak leží parcely č. 2017, 2018, 2019, 2021, 2022, 2023, 2024, 2025, 2026, 2028, 2032 a části parcel 26/2, 27/1, 2029, 32, 35/1, 35/2, 203/9, 203/10, 203/13, 203/18, 2020. Výše uvedená půda původně náležela k sousednímu českému k.ú. Kostelecký Dvůr, jenž je součástí obce Cejle.
Kostelec je členem Mikroregionu Třešťsko a místní akční skupiny Třešťsko.

### Zastupitelstvo a starosta
Obec má devítičlenné zastupitelstvo, v jehož čele stojí starostka Mgr. Romana Třísková.
| Období    | Voliči | Účast v % | Mandáty | Výsledky                                                             | Starosta             |
| --------- | ------ | --------- | ------- | -------------------------------------------------------------------- | -------------------- |
| 2002–2006 | 617    | 64,83     | 9       | 5 Sdružení nezávislých 4 Volba pro Kostelec                          | Jaroslav Matula      |
| 2006–2010 | 699    | 60,80     | 9       | 5 SNK 4 Šance pro KOSTELEC                                           | Jaroslav Matula      |
| 2010–2014 | 711    | 52,46     | 9       | 4 SNK "I" OBCE KOSTELEC 3 SNK Kostelec 2014 2 SNK Evropští demokraté | Jaroslav Matula      |
| 2014–2018 | 722    | 44,46     | 9       | 5 VÁŠ Kostelec 4 Kostelec 2018                                       | Jaroslav Matula      |
| 2018-2022 |        |           | 9       |                                                                      | Mgr. Romana Třísková |

## Hospodářství a doprava
Nejvýznamnějším podnikem v obci je masokombinát Kostelecké uzeniny. Masokombinát byl založen v roce 1917 na místě bývalé brusírny skla a dřeva a v současnosti je největším výrobcem uzenin v tuzemsku. Dále zde sídlí firmy AGROTEC a.s., Speed media s.r.o., AGF Food Logistics, a.s., ADÉLKA a. s., TER Jihlava s.r.o., IURIFIN, spol. s r.o., KRAHULÍK, spol. s r.o., FIRST BAY TRADING spol. s r.o., ESO-LAND, s.r.o., MISTR ŘEZNÍČEK s.r.o., GASTRO PLANÁ s.r.o., Pneu Senzory, s.r.o., JIHLAMAX, spol. s r.o., JUPITER KT Jihlava, spol. s r.o., JAMARS spol. s r. o. a JAHO Servis, s.r.o. Dále se tu nachází Hotel Horal a pobočka České pošty. Služby zde poskytují zubní, dětský a praktický lékař a Charitní pečovatelská služba Kostelec.
Obcí prochází silnice II. třídy č. 406 a č. 639 do Dolní Cerekve, dále pak komunikace III. třídy č. 0395 do Cejle a železniční tratě č. 225 Havlíčkův Brod – Veselí nad Lužnicí a č. 227 Kostelec – Slavonice. Dopravní obslužnost zajišťují dopravci ICOM transport, AZ BUS & TIR PRAHA, ČSAD Jindřichův Hradec, Radek Čech - Autobusová doprava a České dráhy. Autobusy jezdí ve směrech Praha, Jihlava, Třebíč, Telč, Slavonice, Jemnice, Moravské Budějovice, Znojmo, Třeboň, Jindřichův Hradec, Dačice, Třešť, Počátky, Kamenice nad Lipou, Mrákotín, Bítov, Studená, Rohozná, Jihlávka, Batelov a Lovětín a vlaky ve směrech Slavonice, Havlíčkův Brod a Veselí nad Lužnicí. Obcí prochází cyklistická trasa č. 5090 z Cejle na Špičák a zeleně značená turistická trasa.

## Školství, kultura a sport
Základní škola a Mateřská škola Kostelec je příspěvková organizace, kterou zřizuje obec Kostelec. Mateřská škola má kapacitu 48 dětí a základní škola 75 žáků. Škola má jen první stupeň, na druhý stupeň žáci dojíždějí do školy v Dolní Cerekvi. Místní knihovna spadá pod Městskou knihovnu v Jihlavě.
Na Silničním rybníku má svou základnu Klub vodního lyžování Slavoj Kostelec. Ke sportovnímu vyžití slouží Sportovní areál umělka. Fotbal hraje Sportovní klub Kostelec, jehož A tým hraje v roce 2014/2015 I. B třída mužů skupina A Kraje Vysočina a družstvo B IV.tř. mužů, skupina A v okrese Jihlava. V obci působí Sbor dobrovolných hasičů Kostelec.

## Pamětihodnosti
- Kostel svaté Kunhuty byl postaven na vyvýšeném ostrohu nad řekou Jihlavou. Samotná stavba v sobě nese typické znaky sakrálního i fortifikačního charakteru. Po obvodu současné hřbitovní zdi byl ochranný val. Původně zde stával dřevěný svatostánek, který byl v polovině 13. století nahrazen zděným. Ten byl vybudován v pozdně románském a raně gotickém slohu. Kostel byl v polovině 15. století upraven doplněním gotického polygonálního kněžiště, které nahradilo původní apsidu. Počátkem 19. století proběhlo rozšíření kostela velkou obdélnou přístavbou na západní straně, podle návrhu architekta Josefa Deweze. V současné době kostel prochází několikaletou rekonstrukcí a archeologickým průzkumem.
- Kaple Panny Marie, památka lidového stavitelství, stojí na severním návrší na okraji obce. Jedná se o jednoduchou pravoúhlou stavbu. Kaple byla postavena mezi lety 1782 až 1811 v pozdně barokním slohu. Strop zdobí štuková rozeta. Opravy kaple probíhaly v letech 1921, 1957 a 1994–1997.
- Zřícenina hrádku (tvrze) – na malém ostrohu nad vesnicí byl pravděpodobně v letech 1360–1366 vybudován hrádek, jenž měl chránit říční brod. První písemná zpráva o tomto opevněném sídle pochází z roku 1371. Hrádek zřejmě zanikl za husitských válek při opakovaném obléhání města Jihlavy vojskem Jiřího z Poděbrad, během něhož došlo k zpustošení venkova. Hrádek je i v současnosti dobře patrný. Po obvodu areálu jsou viditelné základy a kameny tvořící lícované zdi zástavby. Avšak nejzachovalejší je čelní kamenný val či rozpadlá hradba. Ještě v 19. století se v prostoru hrádku objevovaly sklepy a zdi. Kostelecké tvrziště zkoumal amatérský archeolog a velkostatkář Vilém Richlý, který své nálezy vystavoval ve svém malém muzeu na nedalekém zámku v Mirošově. Jeho pečlivá dokumentace byla odcizena rudou armádou po obsazení zámku v roce 1945. Samotný zámek byl zbourán v roce 1986.
- Zbytky vodní tvrze – v osmdesátých letech 19. století byla na Gothově louce (dnešním Kaláškově rybníce) při stavbě dráhy Jihlava - Veselí nad Lužnicí železničními staviteli odkryta a zdokumentována rozsáhlá stavba vodní tvrze. Ještě v minulém století zde stály zdi, které byly rozebrány na stavby. Tvrz byla zřejmě vypleněna a poté zapálena. Stalo se tak snad během třicetileté války.
- Kostelecký Dvůr (Vestenhof) – již ve 14. století stával pod hrádkem (tvrzí) dvůr. Jeho původní název Vestenhof byl odkazem na tvrz (německý výraz Feste = česky tvrz). V roce 1555 na dvoře hospodařil kostelecký sedlák Jan Dvořák, který si vymohl na tehdejší majitelce panství Evě z Olbramovic povolení stavby mlýna. Hrádek (tvrz) i dvůr byly od svého vzniku nedílnou součástí moravské vesnice Kostelec, i když byly postaveny na českém území. Po husitských válkách se začalo rozlišovat, co patří k Čechám a co k Moravě. V současné době spadá Kostelecký Dvůr pod sousední obec Cejli.
- Lochy – podzemní sklípky sloužily a dodnes stále slouží pro uchovávání potravin v chladu. Jejich počátek vzniku lze vysledovat do pozdně středověké kolonizace, kdy byly součástí statků. Tyto lochy se v Kostelci nalézají snad na každém kroku. Nejzachovalejší jsou však v centru obce.
- Krucifix u silnice do Jihlavy z roku 1833
- 2 lípy u krucifixu s obvody kmenů 280 a 292 cm
- Dubová alej u silnice k nádraží
- Boží muka na hřbitově
- Boží muka u domu čp. 86

## Osobnosti
- Franz Köttner (1864–1931), starosta obce, zemský poslanec
- André Spitzer (1926–2012), poslední předválečný člen jihlavské židovské komunity a syn bývalých spolumajitelů kostelecké továrny na uzeniny. Přežil koncentrační tábory Osvětim, Kaufering a Dachau. Spitzerovy vzpomínky jsou zachyceny nadací režiséra Stevena Spielberga.

## Fotogalerie

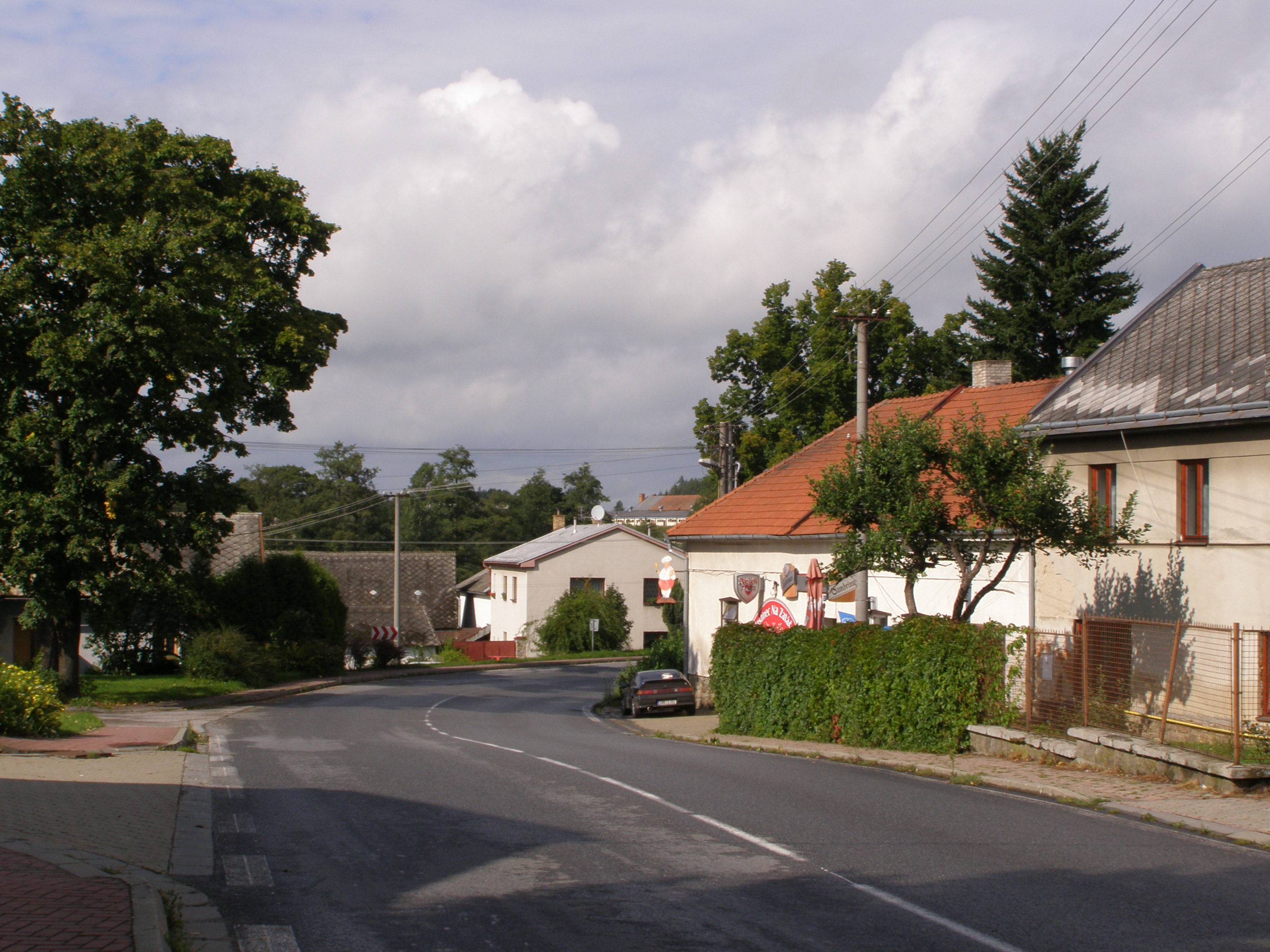
centrum obce
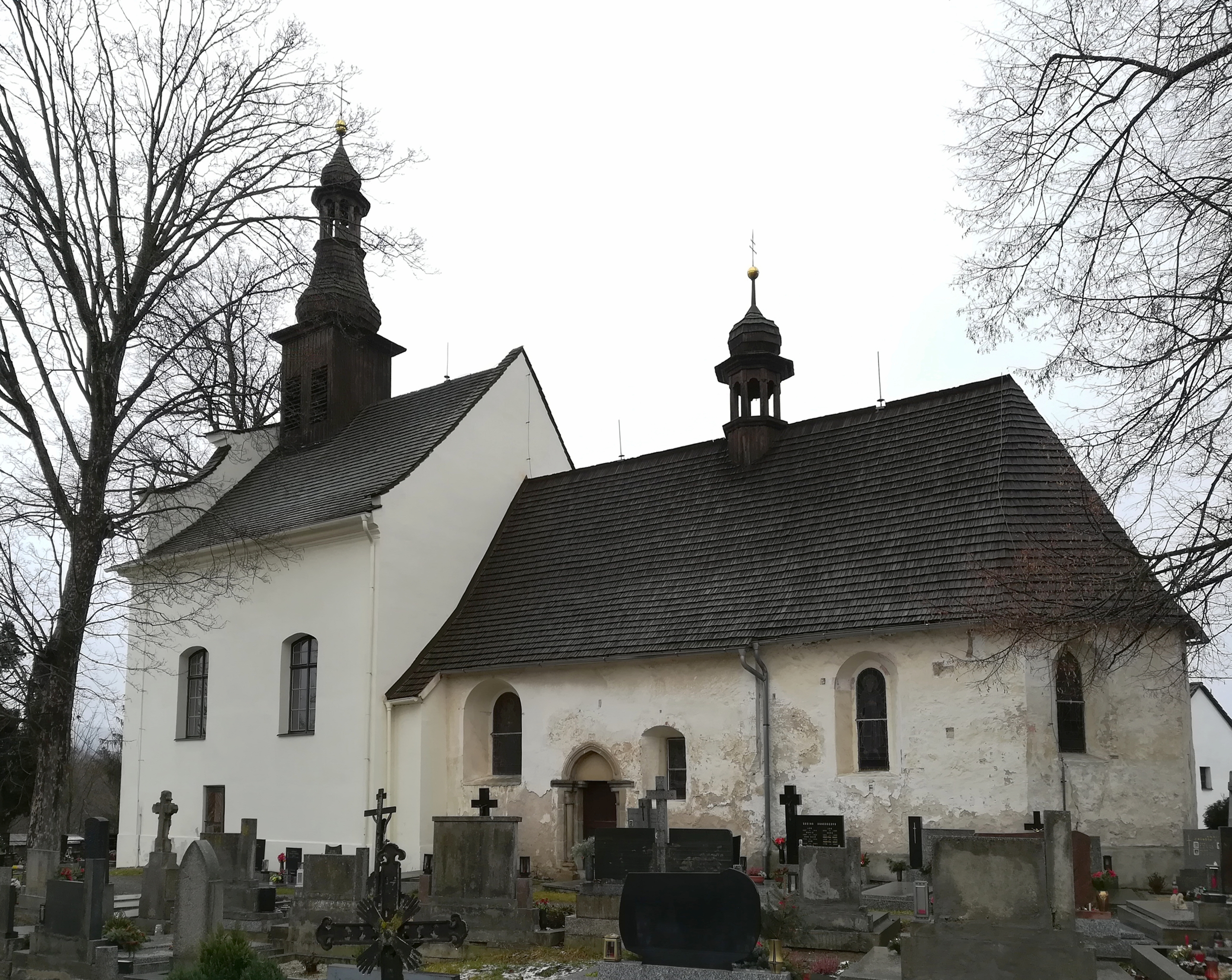
kostel svaté Kunhuty
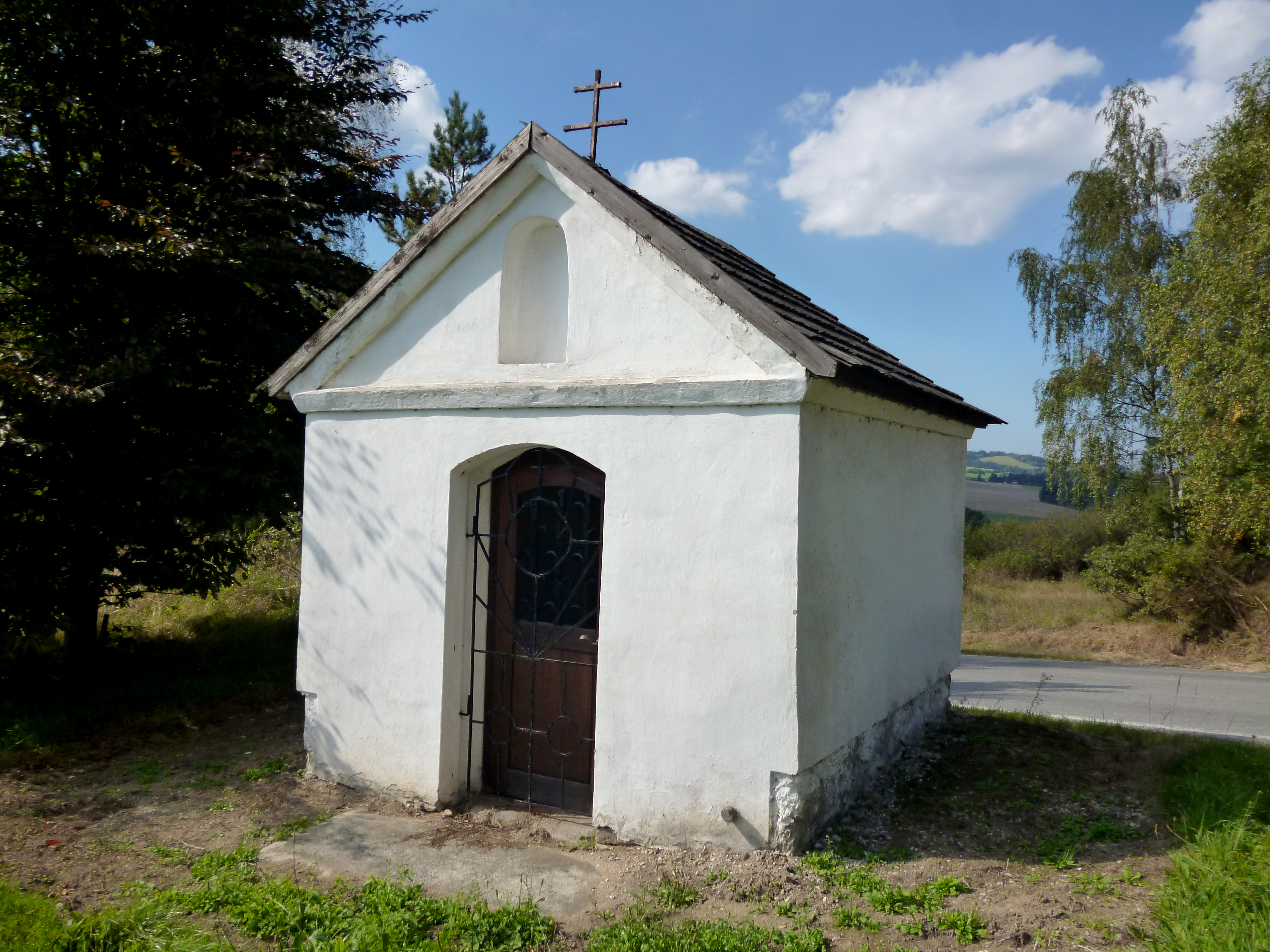
kaple Panny Marie
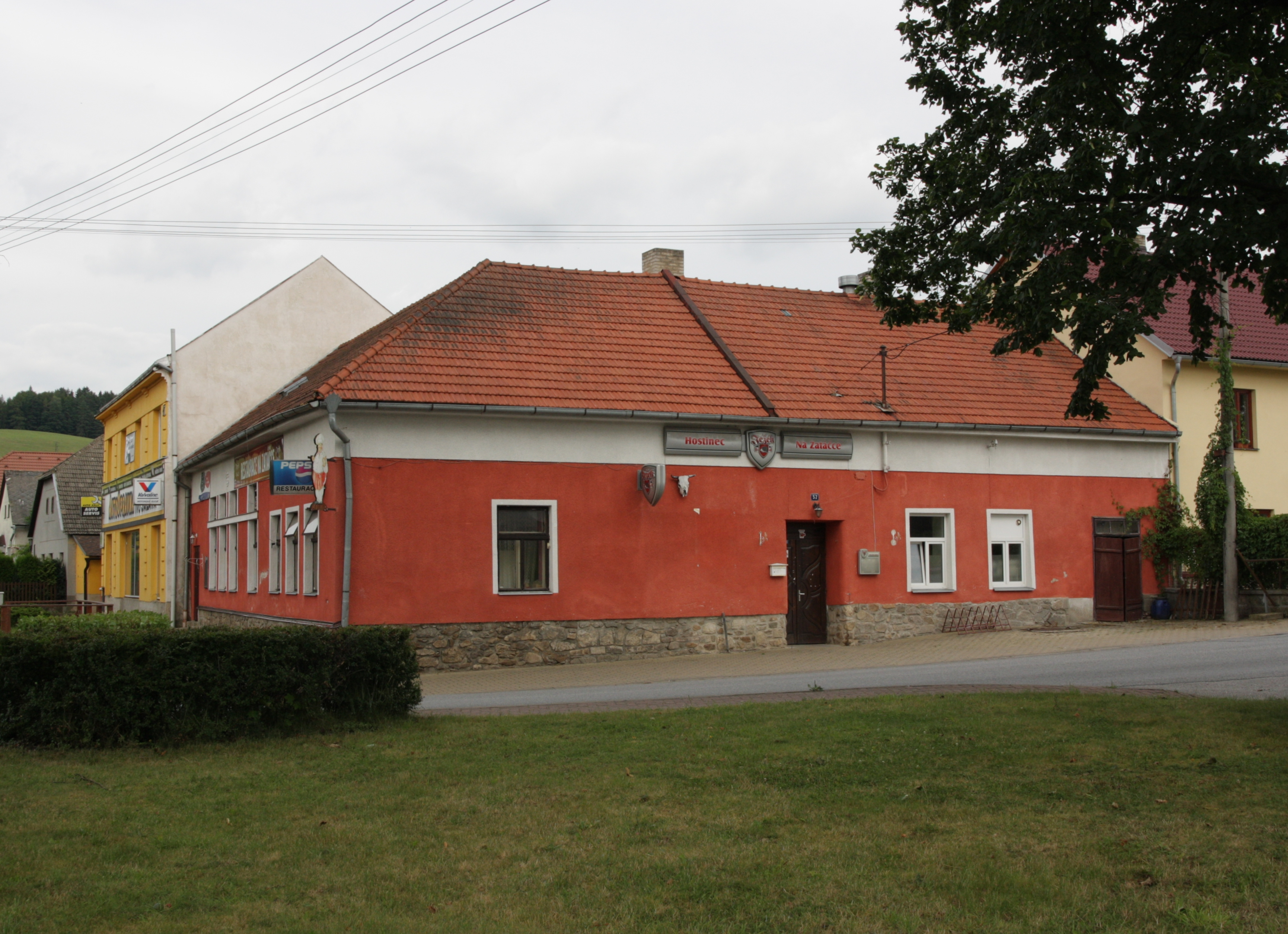
hostinec Na Zatáčce
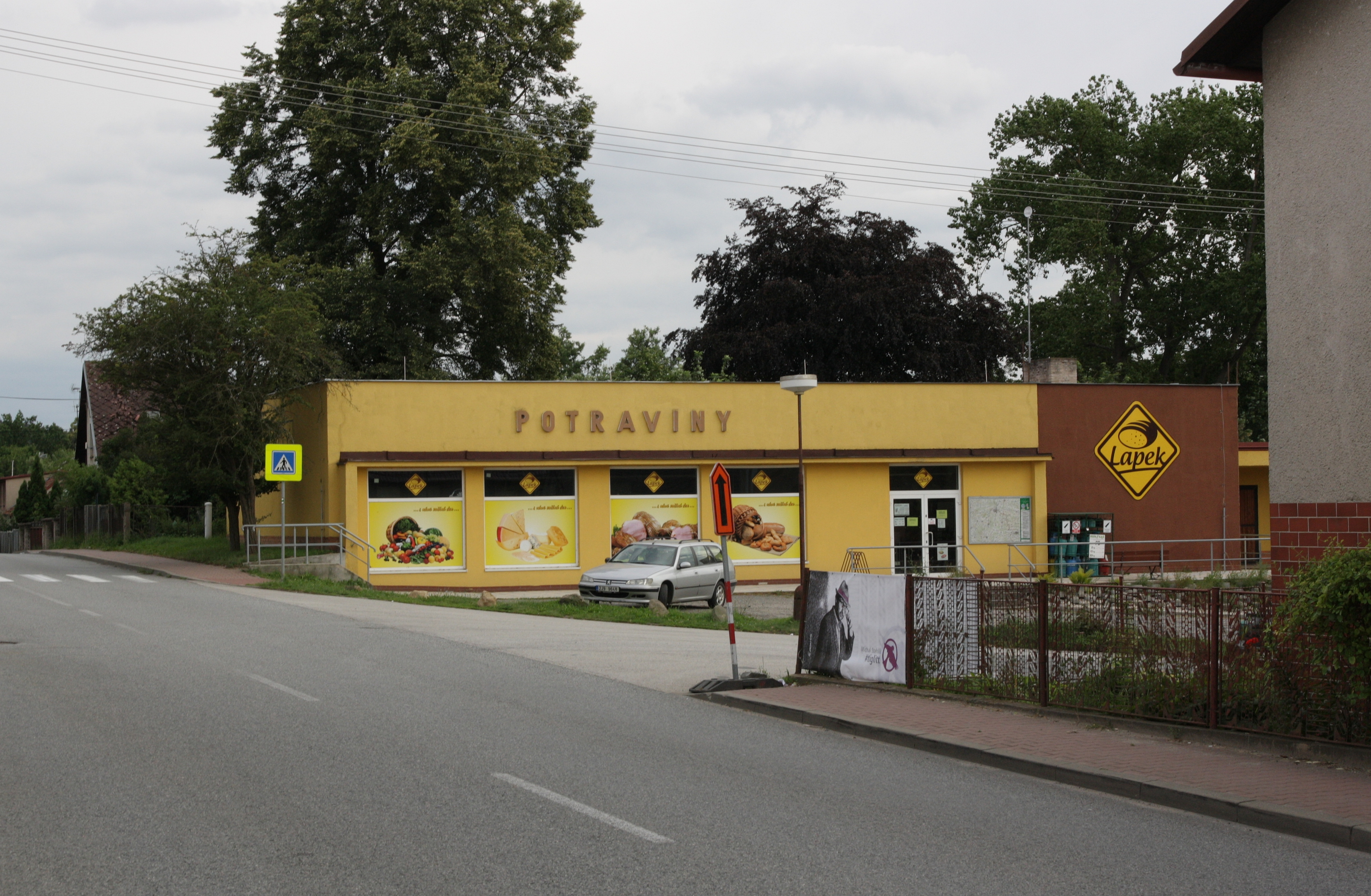
samoobsluha